# Binton
Binton est un village et une paroisse civile dans le district de Stratford-on-Avon de Warwickshire en Angleterre.
Le nom Binton dérive probablement de Bina's Ton (ou ville), Bina étant un ancien propriétaire anglo-saxon du village. Binton est particulier dans la mesure où il comporte quatre entrées dans le Domesday Book de 1086. Il y avait quatre principaux propriétaires fonciers nommés William, Gerin, Urso et Hugh. La valeur totale de toutes leurs propriétés était de 8 et 10 £, une somme considérable à l'époque. En additionnant les chiffres donnés, on obtient une superficie de 1 538 acres (6 km2), alors que la paroisse moderne ne fait que 1 300 acres (5 km2). En effet, une partie du territoire d'origine se trouve maintenant dans la paroisse de Temple Grafton. Selon le Domesday Book, en 1086, Binton comptait 29 familles et 150 personnes travaillant sept charrues et trois moulins.

## Démographie
Selon le recensement de 2001, il comptait 272 habitants, passant à 311 habitants au recensement de 2011.